# وندورگا فورت
وندورگا فورت (به انگلیسی: Vanadurga Fort) یک روستا در هند است که در کارناتاکا واقع شده‌است.